# Saad Shaddad Al-Asmari
Saad Shaddad Al-Asmari (Arabia Saudita, 24 de septiembre de 1968) es un atleta saudí , especializado en la prueba de 3000 m obstáculos en la que llegó a ser campeón mundial en 1995.

## Carrera deportiva
En el Mundial de Gotemburgo 1995 ganó la medalla de bronce en los 3000 m obstáculos, con un tiempo de 8:12.95 segundos que fue récord de Asia, llegando a meta tras los kenianos Moses Kiptanui y Christopher Koskei.